# Оборог
Оборо́г — сооружение в виде подвижной крыши на столбах, предназначенное для хранения сена и защиты его от атмосферных осадков. В настоящее время используется редко.

## Названия и этимология
Русское слово оборог и родственные ему укр. оборі́г, бел. абаро́г, пол. obróg восходят к праславянскому *obborgъ, которое является сложением приставки ob- и корня *borgъ, родственного слову беречь. В русских говорах известны также заимствованные из польского названия брог, брок, абро́к (из bróg, obróg), которые восходят к тому же праславянскому корню.
В русских диалектах слово оборог и родственные ему имеют ограниченное распространение и известны в основном в говорах Псковской и Ленинградской областей. Широко распространены в русских говорах такие названия различных сооружений и помещений для хранения сена, как сенник, сенница. В некоторых случаях они могут сближаться с понятием оборог. Зафиксировано, например, такое диалектное описание сенницы (Подмосковье): «Сенница — это крыша такая на четырёх столбах под навесом, в сенницу сено от дождя прятали.».

## Конструкция
Оборог представляет собой постройку без стен с подъёмной, обычно четырёхскатной, крышей, укреплённой на четырёх столбах. Крыша фиксируется на необходимой высоте с помощью деревянных или металлических штырей, вставляемых в отверстия в столбах, либо при помощи скрученных из прутьев петель. В незаполненном обороге крыша лежит внизу; по мере добавления сена её передвигают вверх. Сено складывается либо прямо на землю, либо на специальную подстилку или помост.

## Распространение
Обороги получили распространение в Западной, Центральной и Восточной Европе. В России — в Псковской и Ленинградской областях. Из Европы обороги распространились в Северную Америку.
Свидетельством древности оборогов служит, например, миниатюра из средневековой Велиславовой Библии (1325—1349), на которой изображена укладка снопов в такое сооружение.
- Оборог на миниатюре из Велиславовой Библии (1325—1349)
- Оборог на картине американского художника Уильяма Рэнни[англ.] (1856)
- Оборог в Нидерландах
- Оборог в Ленинградской области России
- Оборог в Музее мазовецкой деревни в Польше
- Обороги в Канаде

## В геральдике
Оборог — гербовая фигура, распространённая в территориальной геральдике Центральной и Восточной Европы. Оборог изображён также на древнем польском шляхетском гербе Лещиц.
- Герб общины Скорков[чеш.], Чехия
- Герб гмины Колбель, Польша
- Старый герб района Недобчице[пол.] города Рыбника, Польша
- Герб гмины Цекцын, Польша
- Польский шляхетский герб Лещиц